# Te esperaba
"Te esperaba" es una canción y el quinto y último sencillo lanzado para el quinto álbum de estudio Libre de la cantante y compositora mexicana de pop rock Alejandra Guzmán a principios del mes de noviembre el año 1993 por la discográfica BMG U.S. Latín. La canción fue escrita por Gianpietro Felisatti, José Ramón García Flórez. Esta canción fue otra de sus primeras exitosas y del álbum de igual manera que las canciones Mala hierba y Mírala, míralo.

## Letra y significado
La letra de la canción habla sobre la falta de maternidad y de amor hacia un hijo cuando era pequeño. Muchas fuentes apuntan a que la canción le fue dedicada a su hija Frida Sofía, que tiempo después la cantante lo negó rotundamente.

## Lista de canciones

### Sencillo - CD[8]
| Te Esperaba — Single |               |          |  |
| N.º                  | Título        | Duración |  |
| 1.                   | «Te Esperaba» | 3:52     |  |